# Echínos
Echínos är en ort i Grekland.   Den ligger i prefekturen Nomós Xánthis och regionen Östra Makedonien och Thrakien, i den nordöstra delen av landet, 400 km norr om huvudstaden Aten. Echínos ligger 322 meter över havet och antalet invånare är 2 162.
Terrängen runt Echínos är huvudsakligen kuperad. Echínos ligger nere i en dal. Runt Echínos är det glesbefolkat, med 19 invånare per kvadratkilometer. Närmaste större samhälle är Xánthi, 17,1 km söder om Echínos. I omgivningarna runt Echínos växer i huvudsak blandskog.